# Chrástov (Všeruby)
Chrástov je malá vesnice, část města Všeruby v okrese Plzeň-sever v Plzeňském kraji. Nachází se asi šest kilometrů západně od Všerub. Je zde evidováno 12 adres. V roce 2011 zde trvale žilo deset obyvatel.
Chrástov je také název katastrálního území o rozloze 1,47 km2.

## Historie
První písemná zmínka o Chrástově pochází z roku 1186.

## Obyvatelstvo
| Rok            | 1869 | 1880 | 1890 | 1900 | 1910 | 1921 | 1930 | 1950 | 1961 | 1970 | 1980 | 1991 | 2001 | 2011 | 2021 |
| -------------- | ---- | ---- | ---- | ---- | ---- | ---- | ---- | ---- | ---- | ---- | ---- | ---- | ---- | ---- | ---- |
| Počet obyvatel | 91   | 88   | 84   | 87   | 107  | 96   | 86   | 35   | 28   | 10   | 1    | 1    | 2    | 10   | 9    |
| Počet domů     | 15   | 17   | 16   | 15   | 16   | 16   | 17   | 9    | 9    | 3    | 1    | 8    | 11   | 12   | 13   |

## Obecní správa
Při sčítání lidu v letech 1869–1980 Chrástov byl částí obce Chrančovice, se kterým patřily nejprve do okresu Stříbro, ale v letech 1961–1980 v okrese Plzeň-sever. Od 1. července 1980 je částí města Všeruby v okrese Plzeň-sever.

## Další fotografie

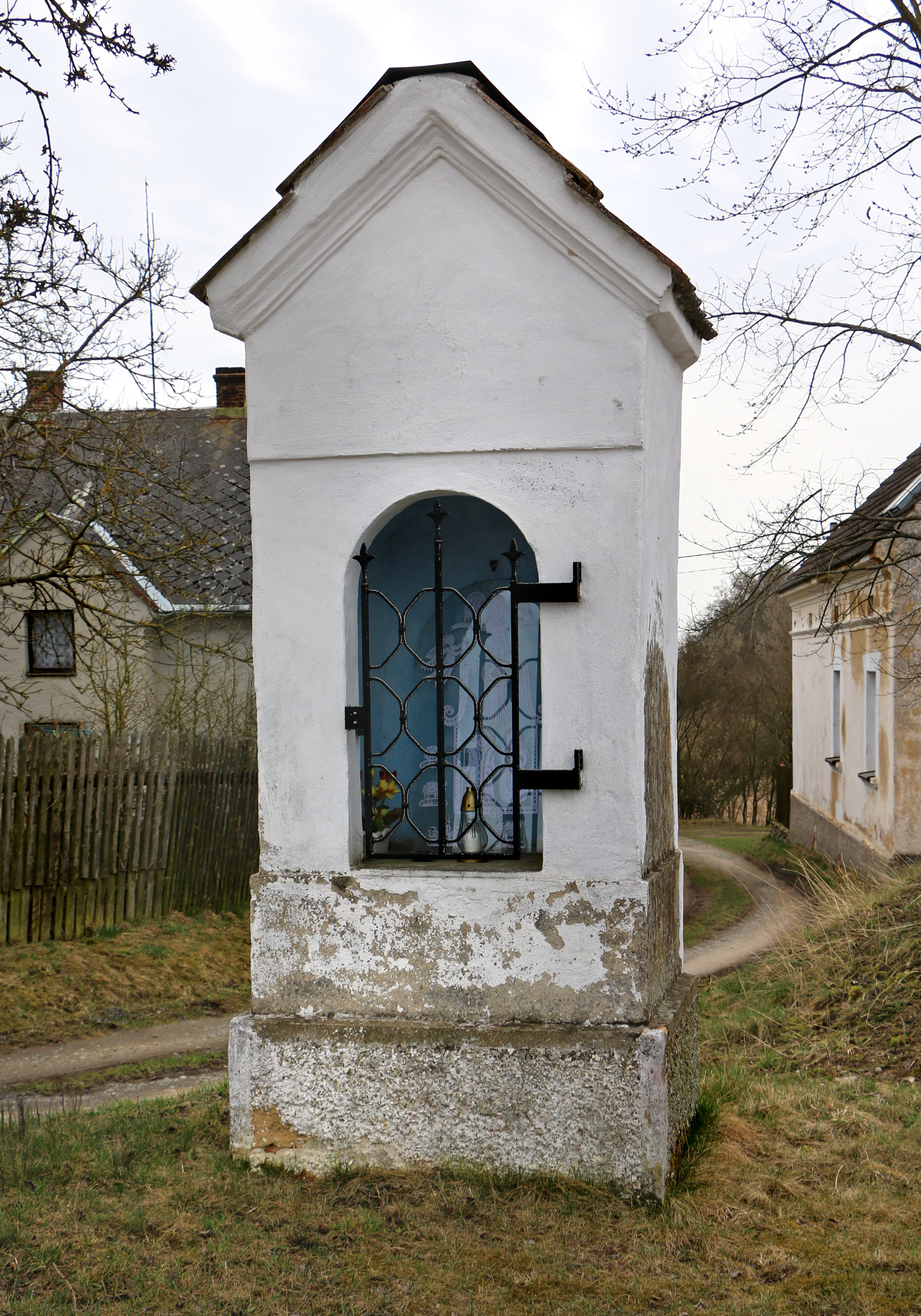
Malá kaple
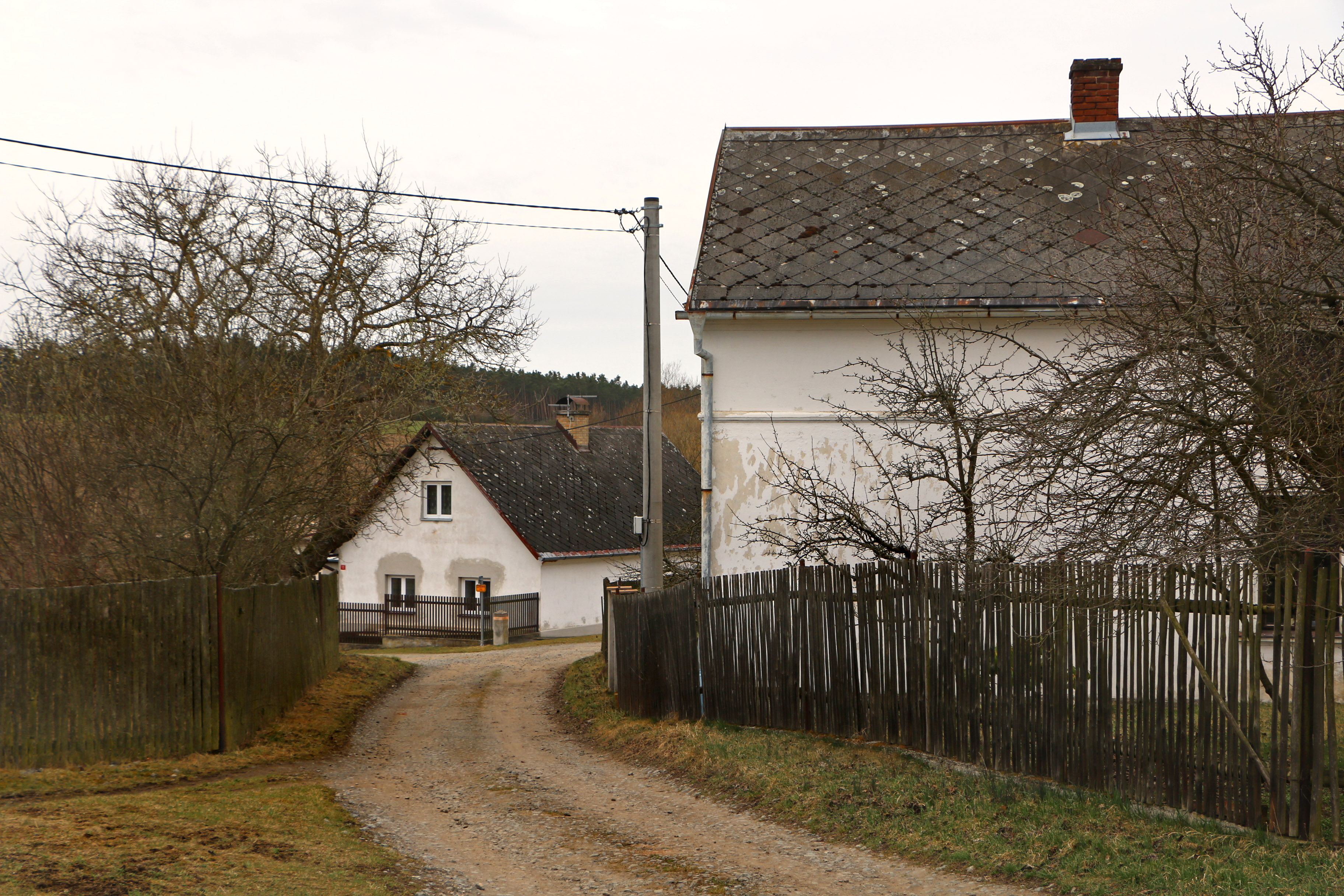
Dům čp. 12
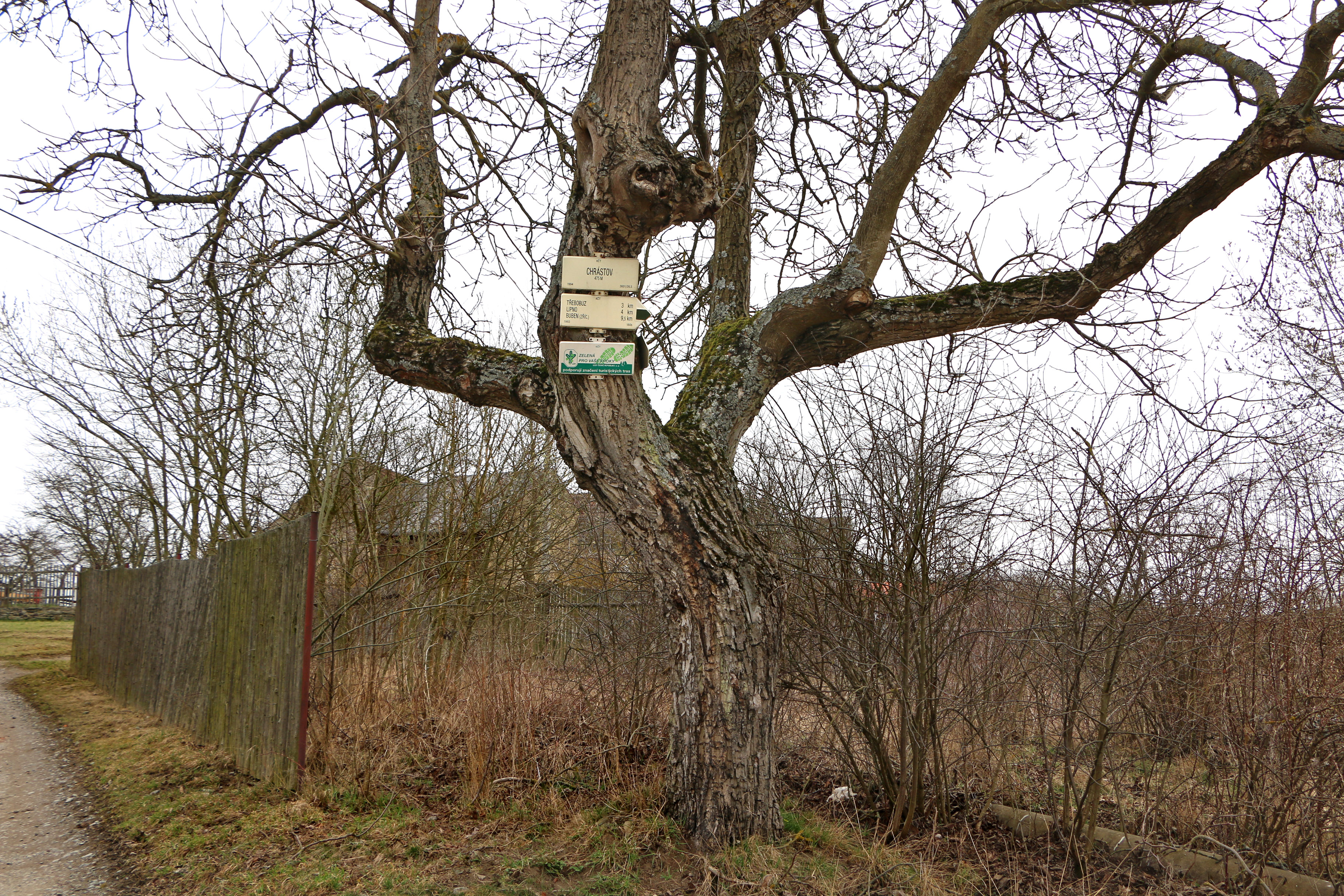
Směrovky na stromě